# Catulle Mendès

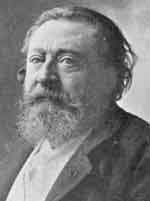
Catulle Mendès

Abraham Catulle Mendès (* 22. Mai 1841 in Bordeaux; † 7. Februar 1909 in Saint-Germain-en-Laye) war ein französischer Schriftsteller und Dichter.

## Leben
Mendès stammt aus einer jüdisch-portugiesischen Familie und verbrachte seine Kindheit und Jugend in Toulouse. 1859 kam er nach Paris, wo er schnell zu einem der Schützlinge Théophile Gautiers wurde. 1860 gründete er La Revue Fantaisiste, bei welcher besonders Auguste de Villiers de L’Isle-Adam mitarbeitete. Seinen ersten Gedichtband, Philoméla, veröffentlichte er 1863. Nach einer Reise nach Deutschland trat er mit Eifer für den Komponisten Richard Wagner ein.
Mendès schloss sich dann dem Kreis von Schriftstellern um Charles Leconte de Lisle an, zu dem François Coppée, Léon Dierx, José-Maria de Heredia und Théodore de Banville gehörten. Er schloss sich den Parnassiens an und konnte auch einige Gedichte in der von Alphonse Lemerre initiierten Anthologie Le Parnasse contemporain veröffentlichen.
Mendès starb im Alter von 67 Jahren unter nicht eindeutig geklärten Umständen. Seine Leiche wurde am 7. Februar im Eisenbahntunnel von Saint-Germain-en-Laye gefunden: Es wird vermutet, dass er die Türe seines Waggons geöffnet hatte, da er sich bereits am Zielort glaubte.

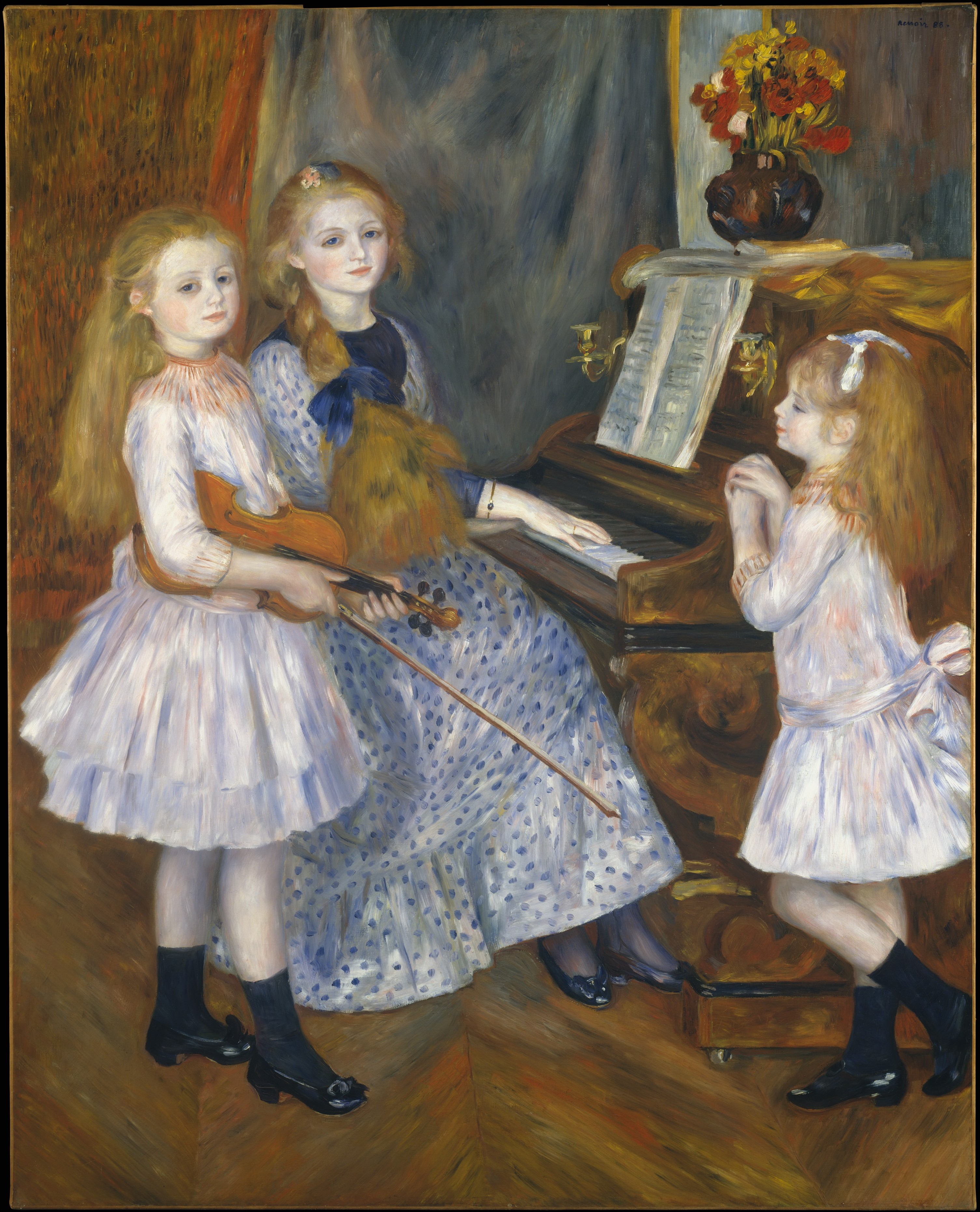
Auguste Renoir porträtierte 1888 drei Töchter von Holmès und Mendès.

Mendès hatte 1866 Judith Gautier, die Tochter Théophile Gautiers, geheiratet. Nachdem diese Ehe gescheitert war, zog er 1869 mit der Komponistin Augusta Holmès zusammen. Das Paar hatte fünf Kinder, bevor es sich 1886 trennte. Drei der Töchter stellte Auguste Renoir in seinem Gemälde Les filles de Catulle Mendès dar, das heute in Besitz des Metropolitan Museum of Art in New York City ist. Mendès heiratete schließlich ein letztes Mal: die Dichterin Jeanne Mette.

## Werk
Das umfangreiche Werk Catulle Mendès' ist heute fast in Vergessenheit geraten. In einem Leserbrief, erschienen in Figaro (1. Mai 1906), schrieb Catulle Mendès, dass, nachdem er „Les Religions et les Philosophies de l´Asie centrale“ des Grafen de Gobineau in 1868 gelesen hatte, er die Idee hatte, ein Theaterstück über die persische Poetin und Anhängerin des Bab namens Tahéreh (auch Táhirih oder Qurrat al-ʿAin genannt) zu schreiben.                                                                                               Er wird als Repräsentant eines Ästhetizismus des fin de siècle betrachtet, der ein erlesenes und brillantes Vokabular verwendete. Die Kritiker seiner Zeit warfen ihm Oberflächlichkeit und das Verfolgen zeitgenössischer Moden vor. Seine Dichtung verströmt gleichsam ein dekadentes Parfüm; sie wurde von Verlaine sehr geschätzt. Er schrieb auch erotische Kurzgeschichten.
Dichtungen
- Philoméla (1863);
- Hespérus (1872);
- Contes épiques (1872);
- Poésies (1892);
- Poésies nouvelles (1893);
- Nouveaux Contes de Jadis (1893), Editeur Paul Ollendorff, Paris
- 12 französische Volkslieder : aus: Les plus jolies chansons du pays de France (dt.), chansons tendres, choisies / par Catulle Mendès. Mit den Notensätzen der Druckausg. und mit dt. Nachbildungen als Ms. f. seine Freunde vervielfältigt von Uebersetzer Arthur Heidenhain. Paris : Plon (1899).

Theaterstücke und Opernlibretti
- La Part du roi (1872);
- Les Frères d'armes (1873);
- Justice (1877);
- Les Mères ennemies (1882)
- Le Capitaine Fracasse (1878);
- Rodrigue et Chimène (1878), Libretto für Claude Debussy; die Oper blieb Fragment
- Gwendoline (1886), Libretto für die Oper von Chabrier;
- La Femme de Tabarin (1887);
- Isoline (1888), Libretto für die Oper von André Messager;
- Médée (1898);
- La Reine Fiammette (1898);
- Le Fils de l'étoile (1904);
- Scarron (1905);
- Ariane (1906) Libretto für die Oper von Massenet;
- Glatigny (1906);
- Bacchus (1909) Libretto für die Oper von Massenet.

Kritische Werke
- Les 73 journées de la Commune: du 18 mars au 29 mai 1871 (1871) Archive.org, deutsch: Die 73 Tage der Commune: Vom 18. März bis 29. Mai 1871 (1871) Internet Archive sowie books.google;
- La Légende du Parnasse contemporain (1884);
- Richard Wagner (1886);
- L'Œuvre wagnérienne en France;
- Rapport sur le mouvement poétique français de 1867 à 1900 (1902).

Romane
- Incendies (2006) (Novellensammlung) (Stalker éditeur)
- La Vie et la mort d'un clown (1879);
- Les Mères ennemies (1880);
- Le Roi vierge (1881);
- Zo'Har (1886);
- L'Homme tout nu (1887);
- La Première maîtresse (1894);
- Gog (1896).

## Verfilmungen
- 1946: Schicksal einer Nacht (La grande Maguet)